# Plasa Șimleu Silvaniei
Plasa Șimleu Silvaniei a fost o unitate administrativă din cadrul județului Sălaj (interbelic), cu reședința în Șimleu Silvaniei.

## Demografie
În anul 1930 plasa cuprindea 39 sate și avea 44.537 locuitori (22.044 bărbați, 22.493 femei). Sub aspect confesional populația era alcătuită din 22.690 greco-catolici (50,6%), 12.597 reformați (28,1%), 7.470 romano-catolici (16,6%), 987 baptiști (2,2%), 856 mozaici (1,9%) etc.

## Istoric
Prin legea nr. 5 din 6 septembrie 1950 plasa a fost desființată și a fost înființat raionul Șimleu.

## Materiale documentare

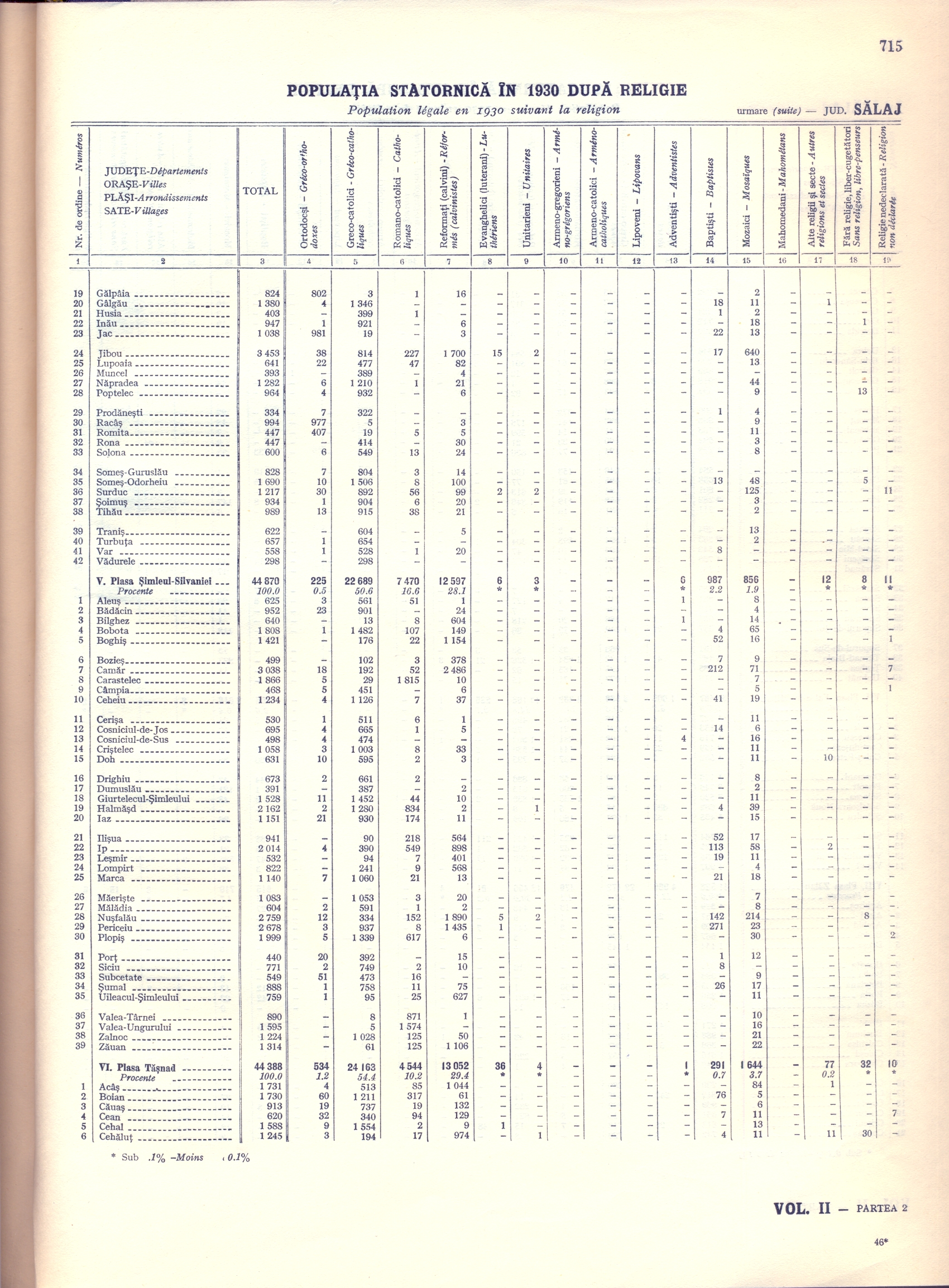
Datele recensământului din 1930 aferente plășii Șimleu